# Cebrenia
Cebrenia  è una caratteristica di albedo della superficie di Marte.